# Dům čp. 23 (Polička)
Městský dům čp. 23 v Riegrově ulici v Poličce je jediným domem, který byl v centru Poličky zvýšen o jedno patro. Do seznamu kulturních památek byl zapsán 12. dubna 1964.

## Popis stavby
Městský dům prošel několika stavebními úpravami. V jádru se jedná o středověkou stavbu s gotickými sklepy. K úpravě došlo v období baroka. Fasáda je novobarokní a jednotná. Dům má čtyři okenní osy, kdy střední jsou sdružené. Druhé patro bylo přistavěno ve druhé polovině 19. století. Střecha je kryta černým eternitem. V přízemí se dochovaly novorenesanční výkladce i s původními vraty. Dům je typickou ukázkou zástavby historického jádra a dochovaná fasáda je v centru ojedinělá.